# غاريث ريس
غاريث ريس هو رائد أعمال ومدرس كندي، ولد في 30 يونيو 1967 في دنكان، كولومبيا البريطانية ‏ في كندا.

## وصلات خارجية
- غاريث ريس على موقع دوري الرغبي الممتاز (الإنجليزية)
- غاريث ريس عل موقع إسبنسكروم (الإنجليزية)
- غاريث ريس على موقع ItsRugby.co.uk (الإنجليزية)
- غاريث ريس على موقع قاعة كندا للمشاهير الرياضية (الإنجليزية)